# Ceferino Suárez Bravo
Ceferino Suárez-Bravo y Álvarez de Rivera (Oviedo, 13 de diciembre de 1824-Barcelona, 1896) fue un escritor, periodista y dirigente carlista, de pensamiento tradicionalista y reaccionario.

## Biografía
Nació en Oviedo el 13 de diciembre de 1824, en el seno de una familia de la hidalguía asturiana. Su padre era joyero. Sin estudios universitarios, pero muy culto, empezó a escribir en el diario ovetense El Nalón y estrenó en su ciudad natal a los veinte años, con gran éxito, su drama Amante y caballero, o Fernández de Córdoba El Gran Capitán (1843), estrenada en el Teatro Fontán, de Oviedo.
Marchó a Madrid con una carta de recomendación de Alejandro Mon, vivió la bohemia y colaboró en La España, El Contemporáneo, además de en el periódico satírico El Padre Cobos junto con José Selgas, Francisco Navarro Villoslada, Eduardo González Pedroso, Garrido y Adelardo López de Ayala.
Contrajo matrimonio con Ángela Olalde, sobrina de Pedro de Egaña, ministro de Gracia y Justicia con Isabel II, y tras caer Espartero y ascender O'Donnell, ingresa en la carrera consular con destino en Génova, de donde pasó sucesivamente a Burdeos, Bayona, Lisboa.
En 1868, pasó de nuevo a Bayona; se negó a aceptar la Revolución de Septiembre, por lo que cesó y se exilió en Francia. Se incorporó a las filas del carlismo, siendo ministro de Don Carlos durante la tercera guerra carlista. Marchó al exilio otra vez en 1876, aunque volvió al año siguiente.
Con el pseudónimo "Ovidio", colaboró en Madrid en El Siglo Futuro, siendo el primero en emplear la palabra mestizo para referirse a los católicos liberales. Por desavenencias con Cándido Nocedal, abandonó aquel diario para fundar El Fénix, desde el que defendió la Unión Católica. Posteriormente fue también redactor del diario La Unión.
Hacia 1890 fijó su residencia en Barcelona, donde fue secretario de un banco de crédito, y entró a formar parte de la redacción del Diario de Barcelona, dirigido entonces por Mañé y Flaquer. Dirigió asimismo el semanario La Semana Popular Ilustrada, luego llamado La Ilustración Moderna. Le fue ofrecida la dirección de El Diario Catalán, pero declinó el cargo.
Fue vocal de la junta diocesana del Congreso antimasónico internacional. Falleció en Barcelona en julio de 1896.

## Obra
Escribió especialmente dramas en verso de un ya anticuado Romanticismo (Enrique III, 1847; Los dos compadres, verdugo y sepulturero, pieza en un acto, 1850) así como una novela sobre la primera guerra carlista (Guerra sin cuartel, 1885) y otra histórica sobre el conde de Villamediana (El cetro y el puñal) y una colección de sátiras (Perfiles senatoriales). Formó dos volúmenes con sus artículos titulados España demagógica. (Cuadros disolventes) 1873 y En la brecha (Hombres y cosas del tiempo) 1878. Tradujo también en verso el canto primero del Infierno de Dante (en Revista de Madrid, vol. VI, 1883, págs. 220-224)